# Ludwig Tedesco
Ludwig Tedesco (24. ledna 1816 Praha – 25. srpna 1886 Praha) byl rakouský a český lékař a politik židovského původu a německé národnosti, v 2. polovině 19. století poslanec Českého zemského sněmu a dlouholetý předseda pražské židovské obce.

## Biografie
V rodné Praze vystudoval gymnázium a pak na Karlo-Ferdinandově univerzitě v Praze a na Vídeňské univerzitě studoval filozofii a medicínu. Na Vídeňské univerzitě byl následně promován na doktora lékařství a chirurgie. V roce 1843 se vrátil do Prahy, kde působil jako praktický lékař. Podílel se na spolkovém životě.
Zapojil se do dění v revolučním roku 1848. Byl zvolen do výboru Ústavního spolku a stal se delegátem na sjezd německých konstitučních spolků v Chebu, na kterém působil jako místopředseda sjezdu. Zasloužil se o vznik čtenářského spolku německých studentů v Praze.
Po obnovení ústavního života v Rakouském císařství počátkem 60. let 19. století se zapojil i do zemské politiky. V zemských volbách v Čechách v roce 1861 byl zvolen v městské kurii (obvod Praha-Josefov) do Českého zemského sněmu. Mandát obhájil ve volbách v lednu 1867, i v krátce poté konaných volbách v březnu 1867. Opětovně byl zvolen i ve volbách v roce 1870, volbách v roce 1872, a volbách v roce 1878. Podle některých zdrojů měl na zemském sněmu zasedat jen do roku 1878. Podle stenografických protokolů ale ještě v roce 1882 mluvil ve sněmovních rozpravách. V zemském sněmu byl součástí německé strany (takzvaná Ústavní strana).
Byl také členem zemského výboru. V něm vedl referát humanitárních a zdravotních záležitostí. Díky jeho aktivitě došlo k zlepšení sítě sociální péče v Praze a přikročeno k výstavbě léčebny duševně nemocných (zemský ústav pro choromyslné) v Dobřanech u Plzně. Byl rovněž členem Zemské zdravotní rady. Nadále se angažoval v záležitostech pražské židovské komunity. V roce 1863 byl zvolen předsedou židovské náboženské obce a funkci zastával po dobu dvou dekád, rezignoval až na sklonku života kvůli věku a chatrnému zdraví. Jako stoupenec německojazyčného pražského tábora zasedal ve správní radě hlavního německého spolku Deutsches Kasino.
V roce 1868 mu byl udělen rytířský kříž Řádu Františka Josefa a roku 1874 Řád železné koruny 3. třídy. V roce 1886 se na delší dobu odebral na zotavenou do lázní Kyselka, pak se vrátil do Prahy. Náhlé zhoršení jeho stavu ho upoutalo na lůžko a v srpnu 1886 zemřel.